# Bárdarbunga

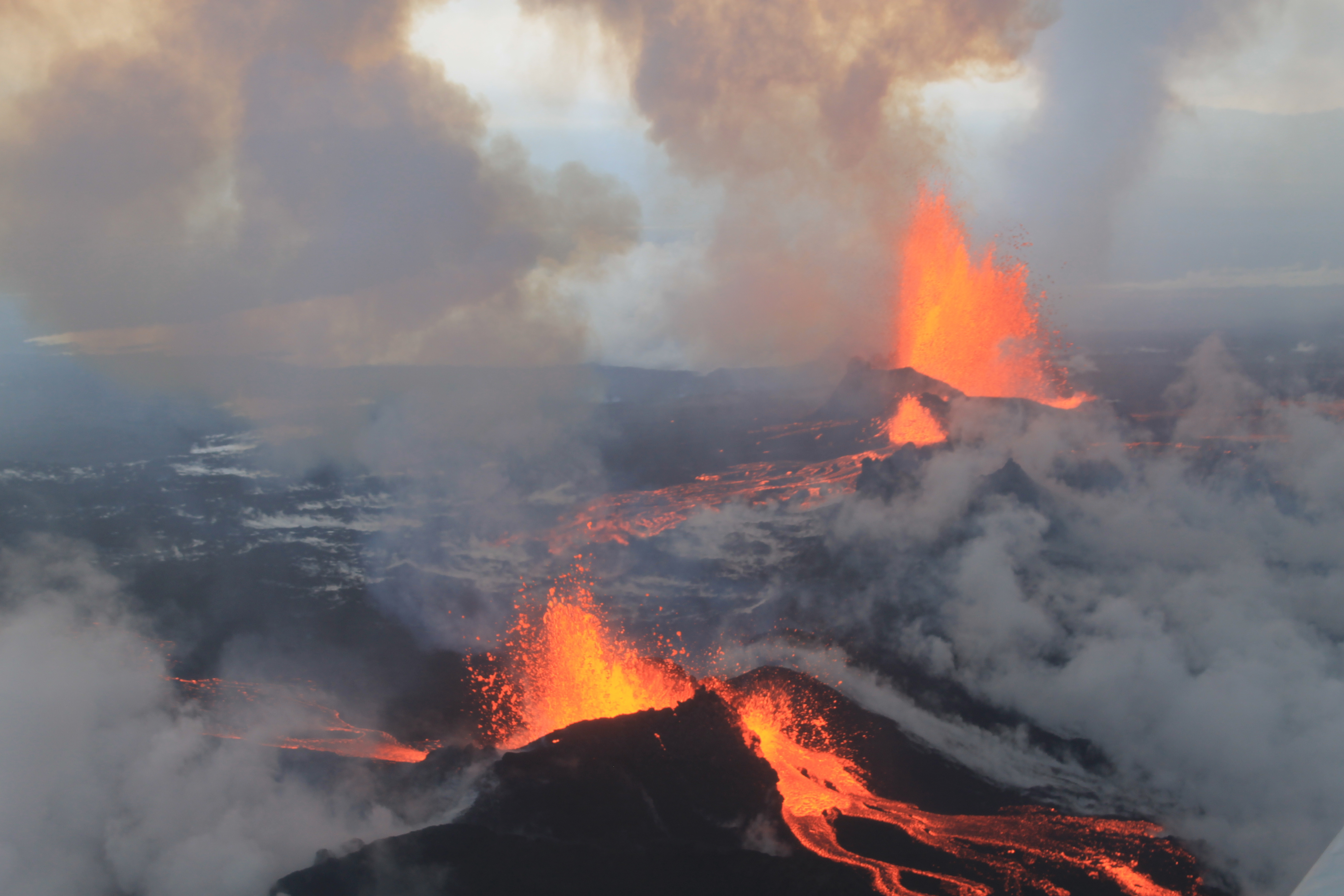
Imatge aèria del cim del Bárdarbunga en plena erupció el 4 de setembre del 2014

El Bárdarbunga - Bárðarbunga en la grafia islandesa [ˈpaurðarpuŋka]  ˈpaurðarpuŋka (?·pàg.) - és un estratovolcà sota Vatnajökull, la glacera més extensa d'Islàndia. La segona muntanya més alta dins Islàndia, 2.009 metres per sobre el nivell del mar, Bárdarbunga també forma part d'un sistema volcànic d'uns dos-cents quilòmetres de llargada i 25 quilòmetres d'amplària. El Bárdarbunga rep el seu nom per un antic colon islandès dit Gnúpa-Bárður, i literalment significaria "protuberància de Bárður" o "bony de Bárður" on "Bárðar" és el cas genitiu (cas possessiu) de "Bárður".
El Bárdarbunga és un estratovolcà subglacial sota la capa de glaç de la glacera Vatnajökull dins del Parc Nacional Vatnajökull. S'aixeca 2.009 metres sobre el nivell de la mar, fent-ne la segona muntanya més alta d'Islàndia, uns 101 metres més baix que el Hvannadalshnúkur. La caldera mesura uns 80 quilòmetres quadrats, fins a 10 km d'amplària i uns 700 metres de fondària. Hi ha cims a les vores de la caldera de fins a 1.850 metres però la base és a una alçada mitjana de 1.100 metres. El volcà és cobert de gel a una profunditat de 850m, amagant la glacera-cràter omplert. El sistema volcànic i de fissures associades amida uns 190 km de llargada i 25 km d'amplària.
El Bárdarbunga era un volcà poc conegut a Islàndia degut a la seva ubicació remota i les seves erupcions infreqüents succeïdes aproximadament un cop cada mig segle, però estudis recents han mostrat que moltes capes de tefra que es creia primerament procedents d'altres volcans foren escopides pel Bárdarbunga.
Tot i que hi ha hagut activitat sísmica sostinguda durant els darrers anys, només recentment ha entrat en erupció. L'erupció anterior fou el 1910. Hi ha hagut activitat volcànica freqüent a fora de la glacera al sud-oest a les terres altes entre Vatnajökull i Mýrdalsjökull, i també al nord-est cap a Dyngjufjöll.

## Erupcions
Al llarg dels set anys abans de l'erupció de 2014 l'activitat ha augmentat gradualment al nord del volcà. Aquesta activitat decreixé després de l'erupció del Grímsvötn al maig del 2011, però retornà a un nivells similars anteriors a dita erupció. Al llarg de la història geològica hi ha hagut grans erupcions cada 250–600 anys. El 1477, l'erupció més gran del Bárdarbunga va tenir un índex d'explosibilitat volcànica (IEV) de 6; hi ha evidència de moltes erupcions més petites durant els passats 10.000 anys. El Þjórsá Lava el més gran flux de lava de l'Holocè sobre la terra, fou causat pel Bárdarbunga fa uns 8.500 anys, amb un volum total de 21 a 30 quilòmetres cúbics i cobrint aproximadament 950 quilòmetres quadrats. Moltes grans erupcions han ocorregut al sud-oest de la glacera, el primer des del poblament humà d'Islàndia fou l'erupció del Vatnaöldur cap al 870 que va tenir un índex d'explosibilitat volcànica (IEV) de 4. L'erupció del Veiðivötn de 1477 fou l'erupció islandesa coneguda més gran, amb un IEV de 6.
Estudis de les capes de tefra han revelat que han ocorregut diverses erupcions sota la glacera, probablement al nord-est del cràter o al mateix cràter del Bárdarbunga. També hi han hagut erupcions més petites en una àrea desglaçada de Dyngjuháls al nord-est. Les erupcions semblen seguir un cicle: hi hagué diverses erupcions en la glacera entre 1701 i 1740 i des de 1780. L'erupció del 1910 és l'última erupció coneguda del Bárdarbunga abans de les erupcions del 2014.
L'erupció de la fissura volcànica Gjálp del 1996 va revelar una potencial interacció entre el Bárdarbunga i el Grímsvötn. Es creu que un fort terratrèmol a Bárdarbunga, de magnitud 5 en l'escala de Richter inicià l'erupció en Gjálp.

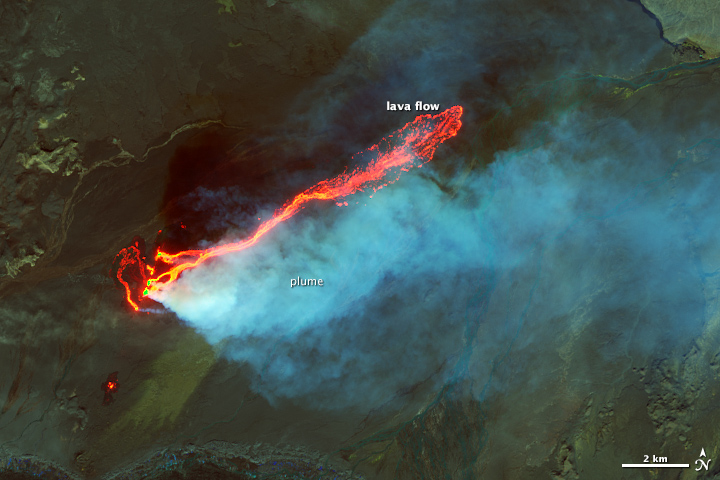
Imatge en fals color presa el 6 de setembre del 2014, pel satèlit Landsat 8 de l'erupció al camp de lava Holuhraun. La imatge combina llum infraroja, infraroig proper, i llum verda. El glaç, el vapor d'aigua i el diòxid de sofre procedents de la ploma apareixen de color cian i blau clar, mentre que l'aigua líquida apareix de color blau marí. Les roques i altres àrees de la superfície apareixen de colors apagats en tons verdosos i marronosos, mentre que la lava fresca apareix de color taronja i vermell.

L'agost de 2014, uns 1.600 terratrèmols en 48 hores, amb magnituds fins a 4,5MW, va ser seguit el 23 d'agost pels el Codi de Color d'Aviació de l'USGS passà de taronja a vermell, indicant una erupció en curs. L'endemà, el risc per a l'aviació va ser abaixat de vermell a taronja i la declaració que hi havia una erupció en curs fou retirada. Tanmateix, més tard observacions aèries de depressions glacials cap al sud-est del volcà suggeriren que l'informe anul·lat d'una erupció havia estat correcte i que hi hagué una curta erupció sota el gel, aturada ràpidament. Llavors, un nova erupció de fissura irrompé a la superfície entre el Bárdarbunga i l'Askja, al camp de lava Holuhraun, durant la matinada del 29 d'agost. Això fou seguit per una segona erupció de fissura a l'àrea del Holuhraun, al llarg de la mateixa fissura volcànica, que s'inicià poc després de les 4 de la matinada del 31 d'agost.
L'erupció ha emès grans volums de diòxid de sofre que ha tingut un cert impacte sobre la qualitat de l'aire islandès. No hi hi hagué cap efecte en els vols exteriors a la proximitat immediata i l'erupció no produí quantitats significatives de cendra volcànica.
El 28 de febrer de 2015 s'informà oficialment de l'acabament de l'erupció. No obstant això, encara hi ha contaminació de gas, i l'àrea nord del Bárdarbunga, incloent els volcans Askja i el Herðubreið, encara quedaren tancats als visitants.
El 16 de març de 2015 l'àrea al nord del Bárdarbunga va ser oberta als visitants, excloent el nou camp de lava nou i l'àrea de 20 metres al voltant d'aquest.

## Aterratge d'emergència del 1950
El 14 de setembre de 1950 un Douglas C-54 Skymaster, aeronau propietat de la línia aèria islandesa Loftleiðir, va fer un aterratge d'emergència a la glacera Vatnajökull sobre el Bárdarbunga durant un vol que transportava mercaderies de Luxemburg a Reykjavík. No hi hagué cap víctima mortal, però l'equipament radiofònic avariat incapacità als supervivents comunicar la seva ubicació. Després de dos dies la tripulació engegà la balisa de senyal d'emergència SOS que hi havia al bot salvavides i una aeronau Catalina de Loftleiðir els detectà. El vol C-54 transportava el cos difunt d'un coronel de la USAF, cosa que provocà l'assistència americana. Un C-47 de la USAF equipat amb esquís aterrà a la glacera però fou incapaç de tornar a enlairar-se'n, així que va haver de ser abandonat. Després de sis dies ambdues tripulacions foren rescatades per un esquí-patrulla procedent de Akureyri. Més tardà Loftleiðir va comprar el C-47 de l'USAF encallat per 700$. L'abril de 1951 fou extret de la neu i remolcat de baixada per dos buldòzers, on fou reparat i s'envolà cap a Reykjavík.